# Tecate (municipi)
Tecate és un municipi en Baixa Califòrnia. Tecate és el cap de municipi i centre de població d'aquesta municipalitat.
Aquest municipi es troba a la part nord-central de Baixa Califòrnia. Limita al nord amb el comtat de San Diego en els Stat Units, al sud amb els municipis d'Ensenada, a l'est amb el municipi de Mexicali i a l'oest amb el municipi de Tijuana.